# Casimira Rodríguez Romero
Marcela Casimira Rodríguez Romero (Mizque, Cochabamba, Bolívia; 21 d'octubre de 1966) és una política, activista indígena i sindicalista boliviana. Va ser ministra de Justícia entre 2006 i el 2007 al primer govern del president de Bolívia, Evo Morales. Va ser la primera dona d'origen quítxua i camperol a exercir de ministra del govern de Bolívia.
Rodríguez Romero és provinent d'una família indígena i camperola de llengua quítxua. A l'edat de només tretze anys va passar a treballar com a treballadora de la llar a la ciutat de Cochabamba. L'any 1987 va organitzar i presidir el Sindicat de Treballadores de la Llar de Cochabamba. Posteriorment es va organitzar la Federació de Treballadores de la Llar de Bolívia, de la qual va ser Secretària Executiva en dues ocasions. El 9 d'abril del 2003 la Federació va impulsar a través de protestes sindicals l'aprovació de la Llei de la Treballadora de la Llar, una llei que reconeixia per primer cop drets laborals en aquest sector, com són l'horari de treball, l'assegurança mèdica o el dret a vacances. Entre 2001 i 2006, Rodríguez Romero va presidir la Confederació Llatinoamericana i del Carib de les Treballadores de la Llar.
El 2006 va ser nomenada ministra de Justícia pel president de Bolívia Evo Morales, passant a ser la primera dona quítxua i camperola que ocupava aquest càrrec en la història de Bolívia. La va succeir en el càrrec Celima Torrico el gener de 2007. Posteriorment, Rodríguez Romero ha continuat activa en lluita per la reivindicació dels drets de les treballadores de la llar a Bolívia. El juny de 2015 va ser nomenada Secretària Departamental de Desenvolupament Humà Integral del Govern Departamental de Cochabamba.
La seva trajectòria sindical li va merèixer l'any 2003 el Premi Mundial Metodista per La Pau, atorgat pel Consell Metodista Mundial.